# Behlendorf (Steinhöfel)
Behlendorf ist ein bewohnter Gemeindeteil der Gemeinde Steinhöfel im Landkreis Oder-Spree im Land Brandenburg. Das Dorf ist Mitglied in der Arbeitsgemeinschaft „Historische Dorfkerne im Land Brandenburg“.

## Geographische Lage
Der Ortsteil liegt nordwestlich des Gemeindezentrums. Nördlich liegt Jahnsfelde, ein Ortsteil der Stadt Müncheberg. Es folgen im Uhrzeigersinn der zur Gemeinde Vierlinden gehörende Ortsteil Marxdorf, der Gemeindeteil Regenmantel der Gemeinde Falkenhagen (Mark) gefolgt vom Steinhöfeler Ortsteil Heinersdorf sowie dem Wohnplatz Friedrichshof der Stadt Müncheberg. Südlich der Gemarkung liegt der Heinersdorfer See, östlich das Marxdorfer Moor. Der überwiegende Teil der Gemarkung ist bebaut. Außerhalb der Gemarkung liegt nördlich der Behnendorfer Wald.

## Geschichte
Behlendorf wurde erstmals 1405 als „Belendorf“ urkundlich erwähnt, als es sich im Besitz derer von Burgsdorff befand. In den folgenden Jahrhunderten wechselten mehrfach die Besitzer. Aus dem Jahr 1578 ist die Kultivierung des Weinanbaus bekannt. Überliefert sind die von Meinders, die Familie du Roseys sowie Martin Horn.
1802 erwarb der königliche Amtsrat Karl Friedrich Baath den Ort, ein Schüler Albrecht Daniel Thaers. Baath beauftragte Karl Friedrich Schinkel nach 1802 mit dem Bau eines achteckigen Gutshofes bestehend aus Wohn- und Wirtschaftsgebäuden nach englischem Vorbild. Zusammen mit weiteren Landarbeiterhäusern entstand so ein Bauensemble, das in der ersten Hälfte des 19. Jahrhunderts um zwei langgestreckte Scheunen am Wirtschaftsweg erweitert wurde. Eine dieser Scheunen wurde in der zweiten Hälfte des 19. Jahrhunderts mit Mauersteinen aufgestockt. 1825 existierten weiterhin eine Schäferei sowie eine Ziegelei; 1831 eine Roßschrot- sowie eine Ölmühle. 1859 wurde im Ort Braunkohle abgebaut, die unter anderem dafür verwendet wurde, in einem Gutsgebäude eine Brennerei einzurichten. Ende des 19. Jahrhunderts schütteten Arbeiter einen Verbindungsdamm im Heinersdorfer See auf, der eine Verbindung nach Heinersdorf ermöglichte. Im gleichen Jahr wurde die Dorfstraße mit Feldsteinen befestigt. 1911 eröffnete die Bahnstrecke Müncheberg–Hasenfelde; im gleichen Jahr wurde die Förderung von Braunkohle eingestellt. Die im Ort hergestellten Milchprodukte konnten damit ins stark wachsende Berlin transportiert werden; im Ort kam es zu einem wirtschaftlichen Aufschwung. 1923 entstanden die Landarbeiterhäuser an der Baathstraße.
Letzte Grundbesitzer auf Behlendorf war der 1883 geadelte Zweig der in der Region stark verbreiteten Pächter- und Gutsbesitzerfamilie Schulz, nachfolgend Schulz von Heinersdorf genannt. Friedrich Robert Schulz von Heinersdorf (1834–1894) war Nutznießer und Stifter des Familienfideikommiss Heinersdorf und Herr auf Behlendorf. Behlendorf hatte auch den Status eines kreistagsfähigen Rittergutes, blieb aber allod. Nachfolger wurde Günter Schulz von Heinersdorf (1881–1938), Rittmeister der Reserve a. D. Dessen zweitjüngster Sohn Krafft Dietrich war der Erbe, zuerst Zögling auf der Brandenburger Ritterakademie, und starb später als Offiziersanwärter 1944. Vor der großen Wirtschaftskrise betrug die Größe des Rittergutes Behlendorf immerhin 1100 ha, betrieben wurde hauptsächlich eine Schafsviehbewirtschaftung. Gutsverwalter war Herr Schulz.
Der Betrieb der Bahnstrecke wurde im April 1945 eingestellt und im November 1946 aufgenommen. Allerdings wurde der Personenverkehr mit Wirkung zum 31. Mai 1965 und der Güterverkehr am 18. Dezember 1968 eingestellt. Nach dem Ende des Zweiten Weltkrieges kamen Neubauern in den Ort. Im Zuge der Bodenreform wurden die Gutsbesitzer enteignet und das Land neu verteilt. Der verbleibende Betrieb wurde zum Volkseigentum. 1965 entstand im Ort die erste industrielle Milchviehanlage der DDR, das Lehr- und Versuchsgut Heinersdorf  Milko 1000. Der Name verdeutlichte, dass 1000 Milchkühe in einem Gebäude gehalten werden konnten. 1967 war die Kirche derart baufällig geworden, dass sie 1968 abgetragen werden musste. Eine der beiden Scheunen wurde nach 1989 zerstört. Behlendorf war bis zum 31. Dezember 2001 ein Ortsteil der Gemeinde Heinersdorf, die am 31. Dezember 2001 nach Steinhöfel eingemeindet wurde.

## Kultur und Sehenswürdigkeiten
- Denkmalgeschütztes Bauensemble von Baath („Schinkelhof“), überwiegend aus Feldsteinen errichtet und teilweise mit Bohlendächern versehen.
- Der Verein pro Behlendorf organisiert zahlreiche kulturelle Veranstaltungen.

## Wirtschaft und Infrastruktur

### Wirtschaft
Der Ort wird nach wie vor von der Landwirtschaft geprägt. Neben der Milchkuhhaltung werden Pferde trainiert. Eine im Ort ansässige Firma für Siloreinigung unterstützt die im Ort tätigen Sport- und Kulturvereine. Jährlich richtet das Unternehmen einen Hallenfußball Cup aus.

### Verkehr
Über die Baathstraße besteht nach Westen und Norden eine Verbindung zur Bundesstraße 5. Marxdorf ist über die Straße Am Finkenberg erreichbar, die nach Osten verläuft. Die Buslinie 433 des Busverkehrs Oder-Spree stellt eine Verbindung nach Fürstenwalde/Spree. Im benachbarten Eggersdorf ist ein Verkehrslandeplatz.